# Nössekoog
Der Nössekoog ist ein rund 1780 ha großer Koog auf der Insel Sylt. Er bildet zusammen mit dem im Südwesten vorgelagerten, ebenfalls eingedeichten, Rantumbecken den Marschenstreifen des Eilandes. Benannt ist er nach der vorher in diesem Gebiet gelegenen, nicht eingedeichten und deshalb in regelmäßigen Abständen von Sturmfluten betroffenen Halbinsel Nösse.

## Topographie
Der Koog erstreckt sich am Südrand des Sylter Geeststreifens entlang im Osten der Insel. Er ist sehr dünn besiedelt. Durch einen Deich getrennt, aber nicht als eigenständiger Koog betrachtet, befindet sich das Ratumbecken im Südwesten vorgelagert. Weitere benachbarte Landstriche werden allesamt durch den Höhenzug der Sylter Geest gebildet.
Aufgrund des Alters zählt der Nössekoog zu den Jungmarschen. Der Boden befindet sich im Stadium der Kalkmarsch.

## Geschichte

### Vor der Besiedlung
Vergleichbar mit anderen nur durch Sommerdeichen geschützten Marschflächen, wurde auch die Halbinsel Nösse zu früherer Zeit immer wieder durch Sturmfluten überschwemmt. Teilweise geschah dies sogar in den Sommermonaten, was eine ordentliche Landbewirtschaftung sehr stark erschwerte. Im Rahmen eines nationalsozialistischen Arbeitsbeschaffungs- und Landgewinnungsprogramms, dem Lohse-Plan, wurde die Eindeichung dieses Gebietes erwogen. Das Ziel der Landgewinnung war Bestandteil der nationalsozialistischen Blut-und-Boden-Ideologie.

### Bedeichung
Der Beginn der Eindeichung war im Jahr 1936. Trotz einer Sturmflut im Oktober selben Jahres konnte die Eindeichung im September 1937 abgeschlossen werden.

### Besiedlung und Entwässerung
Die Besiedlung und Bewirtschaftung des Gebietes wurden durch zersplitterte Eigentumsverhältnisse stark beeinträchtigt. Hinzu kamen ein für die landwirtschaftliche Nutzung ungünstiger, weil hoher, Grundwasserspiegel und geringe Erfahrungen mit Großbetriebsstrukturen. Siedlungskerne des Marschgebiets befinden sich heute am östlichen Ende im Bereich Osterende und Wall.
In den 1950er Jahren kam es erstmals zu größeren öffentlichen Investitionen. Der Ausbau des Kooges mit einer, zu jener Zeit modernen, Infrastruktureinrichtung erfolgte im Rahmen des Programm Nord. In diesem Zusammenhang kam es zu einer Höfeumlegung und einem Verkehrswegeausbau, welcher auf die Anforderungen moderner landwirtschaftlicher Geräte ausgelegt war.
Ein Jahrzehnt später erfolgte zudem ein Ausbau des Entwässerungssystems. Das hierzu ausgebaute Grabennetz umfasste im Jahr 1967 eine Gesamtlänge von um die 60 km. Ziel war der Ausbau eines Teilgebietes von 500 ha für eine ackerbauliche Nutzung. Allerdings dominierte auch danach noch die Gründlandwirtschaft in den küstennahen Marschgebieten. Der Ackerbau konzentrierte sich auf die geestnahen Gebiete.